# Svenska mästerskapen i kortbanesimning 2019
Svenska mästerskapen i kortbanesimning 2019 ägde rum den 13–17 november i Munktellbadet i Eskilstuna. Det var den 67:e upplagan av kortbane-SM.

## Medaljsummering

### Herrar
| Gren            | Guld                                                                                       | Guld                                                                                       | Silver                                                                                            | Silver                                                                                            | Brons                                                                                                | Brons                                                                                                |
| 50 m frisim     | Björn Seeliger 21,70                                                                       | Stockholms Kappsimningsklubb                                                               | Christoffer Carlsen 21,89                                                                         | Helsingborgs Simsällskap                                                                          | Jonathan Kling 22,32                                                                                 | Eskilstuna Simklubb                                                                                  |
| 100 m frisim    | Christoffer Carlsen 47,52                                                                  | Helsingborgs Simsällskap                                                                   | Robin Hanson 48,26                                                                                | Spårvägen Simförening                                                                             | Isak Eliasson 48,72                                                                                  | Spårvägen Simförening                                                                                |
| 200 m frisim    | Robin Hanson 1.45,86                                                                       | Spårvägen Simförening                                                                      | Adam Paulsson 1.46,25                                                                             | SK Elfsborg                                                                                       | Isak Eliasson 1.47,97                                                                                | Spårvägen Simförening                                                                                |
| 400 m frisim    | Adam Paulsson 3.43,12                                                                      | SK Elfsborg                                                                                | Robin Hanson 3.49,59                                                                              | Spårvägen Simförening                                                                             | Isak Eliasson 3.49,98                                                                                | Spårvägen Simförening                                                                                |
| 800 m frisim    | Adam Paulsson 7.48,41                                                                      | SK Elfsborg                                                                                | Dennis Dukic 8.07,32                                                                              | Helsingborgs Simsällskap                                                                          | Mattias Glenesk 8.07,52                                                                              | SK Neptun                                                                                            |
| 1500 m frisim   | Isak Eliasson 15.22,84                                                                     | Spårvägen Simförening                                                                      | Mattias Glenesk 15.26,16                                                                          | SK Neptun                                                                                         | Mikael Söderberg 15.39,64                                                                            | Upsala Simsällskap                                                                                   |
| 50 m fjärilsim  | Christoffer Carlsen 23,43                                                                  | Helsingborgs Simsällskap                                                                   | Jesper Björk 23,88                                                                                | Helsingborgs Simsällskap                                                                          | Jonathan Kling 23,90                                                                                 | Eskilstuna Simklubb                                                                                  |
| 100 m fjärilsim | Christoffer Carlsen 52,54                                                                  | Helsingborgs Simsällskap                                                                   | Erik Gissén 53,16                                                                                 | SK Neptun                                                                                         | Jacob Danielsson 53,91                                                                               | Stockholmspolisens IF                                                                                |
| 200 m fjärilsim | Simon Sjödin 1.55,06                                                                       | SK Neptun                                                                                  | Robin Hanson 1.59,12                                                                              | Spårvägen Simförening                                                                             | David Falk 2.01,46                                                                                   | Simklubben Poseidon                                                                                  |
| 50 m ryggsim    | Gustav Hökfelt 24,27                                                                       | SK Neptun                                                                                  | Fabian Bergman 24,59                                                                              | SK Neptun                                                                                         | Martin Nilsson 24,84                                                                                 | Stockholmspolisens IF                                                                                |
| 100 m ryggsim   | Gustav Hökfelt 52,80                                                                       | SK Neptun                                                                                  | Björn Seeliger 53,17                                                                              | Stockholms Kappsimningsklubb                                                                      | Fabian Bergman 53,26                                                                                 | SK Neptun                                                                                            |
| 200 m ryggsim   | Gustav Hökfelt 1.55,82                                                                     | SK Neptun                                                                                  | Kristian Kron 1.57,26                                                                             | SK Neptun                                                                                         | Gustav Henriksen 1.57,83                                                                             | Spårvägen Simförening                                                                                |
| 50 m bröstsim   | Johannes Skagius 26,50                                                                     | SK Neptun                                                                                  | Erik Persson 27,56                                                                                | Kungsbacka Simsällskap                                                                            | Tom Andersson 27,85                                                                                  | Linköpings Allmänna Simsällskap                                                                      |
| 100 m bröstsim  | Johannes Skagius 58,46                                                                     | SK Neptun                                                                                  | Erik Persson 58,67                                                                                | Kungsbacka Simsällskap                                                                            | Linus Kahl 1.00,38                                                                                   | Landskrona Simsällskap                                                                               |
| 200 m bröstsim  | Erik Persson 2.04,95 0MR0                                                                  | Kungsbacka Simsällskap                                                                     | Adam Paulsson 2.06,99                                                                             | SK Elfsborg                                                                                       | Patric Ridell 2.11,11                                                                                | SK Neptun                                                                                            |
| 100 m medley    | Simon Sjödin 54,15                                                                         | SK Neptun                                                                                  | Emil Hassling 54,85                                                                               | Landskrona Simsällskap                                                                            | Fabian Bergman 55,53                                                                                 | SK Neptun                                                                                            |
| 200 m medley    | Simon Sjödin 1.55,86                                                                       | SK Neptun                                                                                  | Adam Paulsson 1.57,72                                                                             | SK Elfsborg                                                                                       | Emil Hassling 1.58,49                                                                                | Landskrona Simsällskap                                                                               |
| 400 m medley    | Adam Paulsson 4.07,48                                                                      | SK Elfsborg                                                                                | Erik Persson 4.11,79                                                                              | Kungsbacka Simsällskap                                                                            | Martin Falk 4.26,07                                                                                  | Linköpings Allmänna Simsällskap                                                                      |
| 4×50 m frisim   | SK Neptun 1.29,28                                                                          | SK Neptun 1.29,28                                                                          | Spårvägen Simförening 1.29,60                                                                     | Spårvägen Simförening 1.29,60                                                                     | SK Neptun, lag 2 1.29,90                                                                             | SK Neptun, lag 2 1.29,90                                                                             |
| 4×50 m frisim   | Pontus Flodqvist (22,88) Erik Kähr (22,68) Gustav Hökfelt (21,98) Olle Sköld (21,74)       | Pontus Flodqvist (22,88) Erik Kähr (22,68) Gustav Hökfelt (21,98) Olle Sköld (21,74)       | Isak Eliasson (22,11) Robin Hanson (21,84) Gustav Henriksen (22,78) Adam Karlsson (22,87)         | Isak Eliasson (22,11) Robin Hanson (21,84) Gustav Henriksen (22,78) Adam Karlsson (22,87)         | Fabian Bergman (22,81) Simon Sjödin (22,02) Kristian Kron (22,53) Erik Gissén (22,54)                | Fabian Bergman (22,81) Simon Sjödin (22,02) Kristian Kron (22,53) Erik Gissén (22,54)                |
| 4×100 m frisim  | SK Neptun 3.14,35                                                                          | SK Neptun 3.14,35                                                                          | Helsingborgs Simsällskap 3.17,25                                                                  | Helsingborgs Simsällskap 3.17,25                                                                  | Spårvägen Simförening 3.17,82                                                                        | Spårvägen Simförening 3.17,82                                                                        |
| 4×100 m frisim  | Olle Sköld (48,92) Fabian Bergman (49,26) Simon Sjödin (47,74) Gustav Hökfelt (48,43)      | Olle Sköld (48,92) Fabian Bergman (49,26) Simon Sjödin (47,74) Gustav Hökfelt (48,43)      | Christoffer Carlsen (47,33) Daniel Fischer (50,15) Johan Rydahl (49,80) John Brolin (49,97)       | Christoffer Carlsen (47,33) Daniel Fischer (50,15) Johan Rydahl (49,80) John Brolin (49,97)       | Isak Eliasson (48,96) Robin Hanson (48,31) Gustav Henriksen (50,15) Adam Karlsson (50,40)            | Isak Eliasson (48,96) Robin Hanson (48,31) Gustav Henriksen (50,15) Adam Karlsson (50,40)            |
| 4×200 m frisim  | SK Neptun 7.10,17                                                                          | SK Neptun 7.10,17                                                                          | Spårvägen Simförening 7.14,41                                                                     | Spårvägen Simförening 7.14,41                                                                     | SK Neptun, lag 2 7.27,04                                                                             | SK Neptun, lag 2 7.27,04                                                                             |
| 4×200 m frisim  | Wiggo Frohde (1.48,91) Simon Sjödin (1.46,97) Kristian Kron (1.47,62) Olle Sköld (1.46,67) | Wiggo Frohde (1.48,91) Simon Sjödin (1.46,97) Kristian Kron (1.47,62) Olle Sköld (1.46,67) | Robin Hanson (1.45,77) Isak Eliasson (1.48,02) Gustav Henriksen (1.49,80) Adam Karlsson (1.50,82) | Robin Hanson (1.45,77) Isak Eliasson (1.48,02) Gustav Henriksen (1.49,80) Adam Karlsson (1.50,82) | Fabian Bergman (1.53,27) Gustav Hökfelt (1.50,11) Tor Leander (1.51,12) Karl Gustav Gérnyi (1.52,54) | Fabian Bergman (1.53,27) Gustav Hökfelt (1.50,11) Tor Leander (1.51,12) Karl Gustav Gérnyi (1.52,54) |
| 4×50 m medley   | SK Neptun 1.35,86                                                                          | SK Neptun 1.35,86                                                                          | SK Neptun, lag 2 1.38,81                                                                          | SK Neptun, lag 2 1.38,81                                                                          | Helsingborgs Simsällskap 1.39,07                                                                     | Helsingborgs Simsällskap 1.39,07                                                                     |
| 4×50 m medley   | Gustav Hökfelt (24,20) Johannes Skagius (26,08) Simon Sjödin (23,70) Olle Sköld (21,88)    | Gustav Hökfelt (24,20) Johannes Skagius (26,08) Simon Sjödin (23,70) Olle Sköld (21,88)    | Fabian Bergman (24,92) Erik Kähr (27,33) Erik Gissén (23,86) Pontus Flodqvist (22,70)             | Fabian Bergman (24,92) Erik Kähr (27,33) Erik Gissén (23,86) Pontus Flodqvist (22,70)             | Christoffer Carlsen (24,96) Albin Edvardsson (28,40) Jesper Björk (23,44) Stefan Varga (22,27)       | Christoffer Carlsen (24,96) Albin Edvardsson (28,40) Jesper Björk (23,44) Stefan Varga (22,27)       |
| 4×100 m medley  | SK Neptun 3.30,33                                                                          | SK Neptun 3.30,33                                                                          | SK Neptun, lag 2 3.36,13                                                                          | SK Neptun, lag 2 3.36,13                                                                          | Helsingborgs Simsällskap 3.38,96                                                                     | Helsingborgs Simsällskap 3.38,96                                                                     |
| 4×100 m medley  | Gustav Hökfelt (52,34) Johannes Skagius (58,20) Simon Sjödin (51,41) Olle Sköld (48,38)    | Gustav Hökfelt (52,34) Johannes Skagius (58,20) Simon Sjödin (51,41) Olle Sköld (48,38)    | Fabian Bergman (52,78) Patric Ridell (1.00,19) Erik Gissén (53,45) Kristian Kron (49,71)          | Fabian Bergman (52,78) Patric Ridell (1.00,19) Erik Gissén (53,45) Kristian Kron (49,71)          | Stefan Varga (55,57) Albin Edvardsson (1.02,00) Jesper Björk (53,67) Christoffer Carlsen (47,72)     | Stefan Varga (55,57) Albin Edvardsson (1.02,00) Jesper Björk (53,67) Christoffer Carlsen (47,72)     |

### Damer
| Gren            | Guld                                                                                                | Guld                                                                                                | Silver | Silver | Brons | Brons |
| 50 m frisim     | Michelle Coleman 23,59                                                                              | Spårvägen Simförening                                                                               | Magdalena Kuras 24,93                                                                                               | Malmö Kappsimningsklubb                                                                                             | Sara Junevik 25,04                                                                                         | Falu Simsällskap                                                                                           |
| 100 m frisim    | Michelle Coleman 51,47                                                                              | Spårvägen Simförening                                                                               | Hanna Eriksson 54,49                                                                                                | Jönköpings Simsällskap                                                                                              | Ida Marko-Varga 54,73                                                                                      | Simklubben Poseidon                                                                                        |
| 200 m frisim    | Hanna Eriksson 1.56,95                                                                              | Jönköpings Simsällskap                                                                              | Sofia Henell 2.00,15                                                                                                | Linköpings Allmänna Simsällskap                                                                                     | Emilia Rönningdal 2.00,45                                                                                  | S 71 |
| 400 m frisim    | Hanna Eriksson 4.08,06                                                                              | Jönköpings Simsällskap                                                                              | Lucie Hanquet 4.14,69                                                                                               | Göteborg Sim | Christine Ekman 4.15,49                                                                                    | SK Neptun                                                                                                  |
| 800 m frisim    | Hanna Eriksson 8.33,25                                                                              | Jönköpings Simsällskap                                                                              | Lucie Hanquet 8.42,16                                                                                               | Göteborg Sim | Christine Ekman 8.44,19                                                                                    | SK Neptun                                                                                                  |
| 1500 m frisim   | Lucie Hanquet 16.31,61                                                                              | Göteborg Sim                                                                                        | Hanna Eriksson 16.35,25                                                                                             | Jönköpings Simsällskap                                                                                              | Christine Ekman 16.44,78                                                                                   | SK Neptun                                                                                                  |
| 50 m fjärilsim  | Sara Junevik 26,05                                                                                  | Falu Simsällskap                                                                                    | Ida Liljeqvist 26,33                                                                                                | Ängelholms Simsällskap                                                                                              | Hanna Rosvall 26,33                                                                                        | Helsingborgs Simsällskap                                                                                   |
| 100 m fjärilsim | Sara Junevik 58,59                                                                                  | Falu Simsällskap                                                                                    | Edith Jernstedt 58,66                                                                                               | Västerås Simsällskap                                                                                                | Ida Marko-Varga 59,49                                                                                      | Simklubben Poseidon                                                                                        |
| 200 m fjärilsim | Edith Jernstedt 2.10,03                                                                             | Västerås Simsällskap                                                                                | Ida Marko-Varga 2.10,83                                                                                             | Simklubben Poseidon                                                                                                 | Wilma Johansson 2.12,74                                                                                    | Jönköpings Simsällskap                                                                                     |
| 50 m ryggsim    | Michelle Coleman 26,67                                                                              | Spårvägen Simförening                                                                               | Hanna Rosvall 27,28                                                                                                 | Helsingborgs Simsällskap                                                                                            | Sara Junevik 27,54                                                                                         | Falu Simsällskap                                                                                           |
| 100 m ryggsim   | Michelle Coleman 56,98                                                                              | Spårvägen Simförening                                                                               | Hanna Rosvall 58,07                                                                                                 | Helsingborgs Simsällskap                                                                                            | Trine Forss 1.00,94                                                                                        | Skövde Simsällskap                                                                                         |
| 200 m ryggsim   | Michelle Coleman 2.04,05                                                                            | Spårvägen Simförening                                                                               | Hanna Rosvall 2.05,90 0SJR0                                                                                         | Helsingborgs Simsällskap                                                                                            | Anna Miram 2.11,26                                                                                         | Väsby Simsällskap                                                                                          |
| 50 m bröstsim   | Emelie Fast 30,75                                                                                   | Södertörns Simsällskap                                                                              | Klara Thormalm 30,81                                                                                                | Jönköpings Simsällskap                                                                                              | Emma Sundstrand 31,33                                                                                      | Södertälje Simsällskap                                                                                     |
| 100 m bröstsim  | Klara Thormalm 1.06,69                                                                              | Jönköpings Simsällskap                                                                              | Emelie Fast 1.07,53                                                                                                 | Södertörns Simsällskap                                                                                              | Nelly Rasmusson 1.08,25                                                                                    | Helsingborgs Simsällskap                                                                                   |
| 200 m bröstsim  | Hilja Schimmel 2.28,99                                                                              | Skövde Simsällskap                                                                                  | Filippa Sterling 2.29,29                                                                                            | Västerås Simsällskap                                                                                                | Nelly Rasmusson 2.29,32                                                                                    | Helsingborgs Simsällskap                                                                                   |
| 100 m medley    | Magdalena Kuras 1.00,39                                                                             | Malmö Kappsimningsklubb                                                                             | Emelie Fast 1.01,32                                                                                                 | Södertörns Simsällskap                                                                                              | Alma Thormalm 1.01,42                                                                                      | Jönköpings Simsällskap                                                                                     |
| 200 m medley    | Edith Jernstedt 2.12,82                                                                             | Västerås Simsällskap                                                                                | Annie Hegmegi 2.13,95                                                                                               | Jönköpings Simsällskap                                                                                              | Wilma Johansson 2.14,61                                                                                    | Jönköpings Simsällskap                                                                                     |
| 400 m medley    | Edith Jernstedt 4.43,17                                                                             | Västerås Simsällskap                                                                                | Wilma Johansson 4.45,12                                                                                             | Jönköpings Simsällskap                                                                                              | Annie Hegmegi 4.47,22                                                                                      | Jönköpings Simsällskap                                                                                     |
| 4×50 m frisim   | Jönköpings Simsällskap 1.42,34                                                                      | Jönköpings Simsällskap 1.42,34                                                                      | Linköpings Allmänna Simsällskap 1.42,80                                                                             | Linköpings Allmänna Simsällskap 1.42,80                                                                             | Malmö Kappsimningsklubb 1.43,34                                                                            | Malmö Kappsimningsklubb 1.43,34                                                                            |
| 4×50 m frisim   | Alma Thormalm (25,44) Klara Thormalm (24,90) Annie Hegmegi (26,49) Hanna Eriksson (25,51)           | Alma Thormalm (25,44) Klara Thormalm (24,90) Annie Hegmegi (26,49) Hanna Eriksson (25,51)           | Elin Gunnarsson (26,35) Emma Magnusson (25,63) Sofia Henell (24,69) Tea Gladher (26,13)                             | Elin Gunnarsson (26,35) Emma Magnusson (25,63) Sofia Henell (24,69) Tea Gladher (26,13)                             | Kristina Orban (26,40) Magdalena Kuras (24,35) Mollie Morfelt (26,36) Anna Grahovac (26,23)                | Kristina Orban (26,40) Magdalena Kuras (24,35) Mollie Morfelt (26,36) Anna Grahovac (26,23)                |
| 4×100 m frisim  | Jönköpings Simsällskap 3.40,72                                                                      | Jönköpings Simsällskap 3.40,72                                                                      | Linköpings Allmänna Simsällskap 3.45,11                                                                             | Linköpings Allmänna Simsällskap 3.45,11                                                                             | Helsingborgs Simsällskap 3.46,34                                                                           | Helsingborgs Simsällskap 3.46,34                                                                           |
| 4×100 m frisim  | Alma Thormalm (54,55) Klara Thormalm (54,50) Wilma Johansson (56,06) Hanna Eriksson (55,61)         | Alma Thormalm (54,55) Klara Thormalm (54,50) Wilma Johansson (56,06) Hanna Eriksson (55,61)         | Emma Magnusson (56,54) Rebecka Palm (56,91) Sofia Henell (54,99) Caroline Palm (56,67)                              | Emma Magnusson (56,54) Rebecka Palm (56,91) Sofia Henell (54,99) Caroline Palm (56,67)                              | Alicia Lundblad (56,16) Hanna Rosvall (55,20) Sabina Alman (57,97) Olivia Ülger (57,01)                    | Alicia Lundblad (56,16) Hanna Rosvall (55,20) Sabina Alman (57,97) Olivia Ülger (57,01)                    |
| 4×200 m frisim  | Jönköpings Simsällskap 8.07,57                                                                      | Jönköpings Simsällskap 8.07,57                                                                      | SK Neptun 8.20,20                                                                                                   | SK Neptun 8.20,20                                                                                                   | Väsby Simsällskap 8.21,03                                                                                  | Väsby Simsällskap 8.21,03                                                                                  |
| 4×200 m frisim  | Hanna Eriksson (1.58,23) Wilma Johansson (2.01,95) Annie Hegmegi (2.01,70) Moa Holmquist (2.05,69)  | Hanna Eriksson (1.58,23) Wilma Johansson (2.01,95) Annie Hegmegi (2.01,70) Moa Holmquist (2.05,69)  | Tuva Glimmerud Gullbjörk (2.07,22) Christine Ekman (2.04,09) Tiffani Segerbrand (2.02,86) Linnea Gyllberg (2.06,03) | Tuva Glimmerud Gullbjörk (2.07,22) Christine Ekman (2.04,09) Tiffani Segerbrand (2.02,86) Linnea Gyllberg (2.06,03) | Tova Andersson (2.04,38) Josefin Lindkvist (2.04,51) Ebba Andersson (2.03,15) Michelle Wissinger (2.08,99) | Tova Andersson (2.04,38) Josefin Lindkvist (2.04,51) Ebba Andersson (2.03,15) Michelle Wissinger (2.08,99) |
| 4×50 m medley   | Helsingborgs Simsällskap 1.50,75 0SJR0                                                              | Helsingborgs Simsällskap 1.50,75 0SJR0                                                              | Jönköpings Simsällskap 1.51,48                                                                                      | Jönköpings Simsällskap 1.51,48                                                                                      | Linköpings Allmänna Simsällskap 1.53,45                                                                    | Linköpings Allmänna Simsällskap 1.53,45                                                                    |
| 4×50 m medley   | Hanna Rosvall (27,20) Nelly Rasmusson (31,27) Julia Stenhård (27,24) Alicia Lundblad (25,04)        | Hanna Rosvall (27,20) Nelly Rasmusson (31,27) Julia Stenhård (27,24) Alicia Lundblad (25,04)        | Alma Thormalm (27,97) Klara Thormalm (30,56) Hanna Eriksson (27,11) Annie Hegmegi (25,84)                           | Alma Thormalm (27,97) Klara Thormalm (30,56) Hanna Eriksson (27,11) Annie Hegmegi (25,84)                           | Caroline Palm (28,76) Tea Gladher (32,81) Rebecka Palm (27,10) Sofia Henell (24,78)                        | Caroline Palm (28,76) Tea Gladher (32,81) Rebecka Palm (27,10) Sofia Henell (24,78)                        |
| 4×100 m medley  | Helsingborgs Simsällskap 4.01,27 0SJR0                                                              | Helsingborgs Simsällskap 4.01,27 0SJR0                                                              | Jönköpings Simsällskap 4.02,68                                                                                      | Jönköpings Simsällskap 4.02,68                                                                                      | Västerås Simsällskap 4.08,21                                                                               | Västerås Simsällskap 4.08,21                                                                               |
| 4×100 m medley  | Hanna Rosvall (58,04) Nelly Rasmusson (1.07,95) Rebecca Hesslevik (1.01,06) Alicia Lundblad (54,22) | Hanna Rosvall (58,04) Nelly Rasmusson (1.07,95) Rebecca Hesslevik (1.01,06) Alicia Lundblad (54,22) | Alma Thormalm (1.01,13) Klara Thormalm (1.06,20) Hanna Eriksson (59,47) Wilma Johansson (55,88)                     | Alma Thormalm (1.01,13) Klara Thormalm (1.06,20) Hanna Eriksson (59,47) Wilma Johansson (55,88)                     | Victoria Åberg (1.03,44) Filippa Sterling (1.09,84) Edith Jernstedt (58,48) Elvira Mörtstrand (56,45)      | Victoria Åberg (1.03,44) Filippa Sterling (1.09,84) Edith Jernstedt (58,48) Elvira Mörtstrand (56,45)      |